# رودني ميلز
رودني ميلز (بالإنجليزية: Rodney Mills)‏ هو مهندس الصوت أمريكي، ولد في 13 يوليو 1946 في دوغلاس في الولايات المتحدة.

## وصلات خارجية
- رودني ميلز على موقع ميوزك برينز (الإنجليزية)
- رودني ميلز على موقع ديسكوغز (الإنجليزية)